# Nyctibatrachidae
Nyctibatrachidae — родина жаб надродини Ranoidea. Містить 31 вид.

## Поширення
Представники родини поширені у горах Західні Гати на південному заході Індії та на Шрі-Ланці.

## Роди
Родина включає три роди, кожний з який виділяється у власну підродину:
- Підродина Astrobatrachinae
  - Astrobatrachus Vijayakumar et al., 2019 — 1 вид
- Підродина Lankanectinae
  - Lankanectes Dubois and Ohler, 2001 — 2 види
- Підродина Nyctibatrachinae
  - Nyctibatrachus Boulenger, 1882 — 28 видів